# Nakadžima A1N
Nakadžima A1N byl japonský jednomístný jednomotorový palubní stíhací dvouplošník, používaný na letadlových lodích císařského námořnictva na přelomu dvacátých a třicátých let 20. století. Jednalo se o licenční kopii britské stíhačky Gloster Gambet. V japonském námořnictvu byl letoun označován jako palubní stíhací letoun typ 3 (japonsky: 三式艦上戦闘機, San-šiki kandžó sentóki).

## Vývoj
V roce 1926 oslovilo císařské námořnictvo firmy Nakadžima, Micubiši a Aiči, aby předložily své návrhy na nový palubní stíhací letoun, který by ve službě nahradil dosavadní Micubiši 1MF.
Nakadžima zakoupila od britské Gloster Aircraft Company licenci na výrobu Gloster Gambet, což byl na náklady Glosteru vyvinutý palubní stíhací letoun založený na Gloster Gamecock. První prototyp Gambetu byl vyroben Glosterem a poprvé vzlétl 12. prosince 1927.
Počátkem roku 1928 byl prototyp Gambetu odeslán do Japonska, kde byl vybaven Nakadžimou licenčně vyráběným motorem Bristol Jupiter. Během zkoušek u císařského námořnictva byl Gambet vyhodnocen jako obratnější a stabilnější při střelbě, než jeho konkurenti od firem Micubiši a Aiči. V dubnu 1929 byl proto přijat do výzbroje jako palubní stíhací letoun typ 3, respektive s krátkým značením A1N1. Celkem bylo vyrobeno 50 kusů verze A1N1. Po něm následovala od roku 1930 asi 100 kusová série verze A1N2 se silnějším motorem Nakadžima Kotobuki 2.

## Nasazení
A1N1 byl přijat do služby v roce 1929 a nahradil tak Micubiši 1MF. Sloužil na letadlových lodích Hóšó, Akagi, Kaga a Rjúdžó. Používala ho také Kasumigaura kaigun kókútai operující z pozemních základen.
V roce 1930 přišly k jednotkám první A1N2, které se vyráběly až do roku 1932.
Stíhačky A1N operovaly z letadlových lodí Hóšó a Kaga během šanghajského incidentu (1932). A1N2 z letadlové lodě Kaga (ale operující z pozemní základny) zaznamenaly první vzdušné vítězství císařského námořního letectva, když 22. února 1932 dvě A1N2 sestřelily čínský Boeing 218 pilotovaný americkým dobrovolníkem Robertem Shortem. A1N vydržely ve službě až do roku 1935, přičemž již od roku 1932 byly postupně nahrazovány modernějším Nakadžima A2N1.

## Varianty
- Gloster Gambet – prototyp palubního stíhacího letounu navrženého a postaveného Gloster Aircraft Company vybavený hvězdicovým motorem Bristol Jupiter VI o výkonu 420 hp (313,2 kW).
- A1N1 - první varianta s Nakadžimou licenčně vyráběným hvězdicovým motorem Bristol Jupiter VI. Postaveno 50 kusů v letech 1928 až 1930.
- A1N2 - pozdější varianta se silnějším motorem Nakadžima Kotobuki 2 o výkonu 450 hp (335,6 kW). Postaveno přibližně 100 kusů v letech 1930 až 1932.

## Specifikace

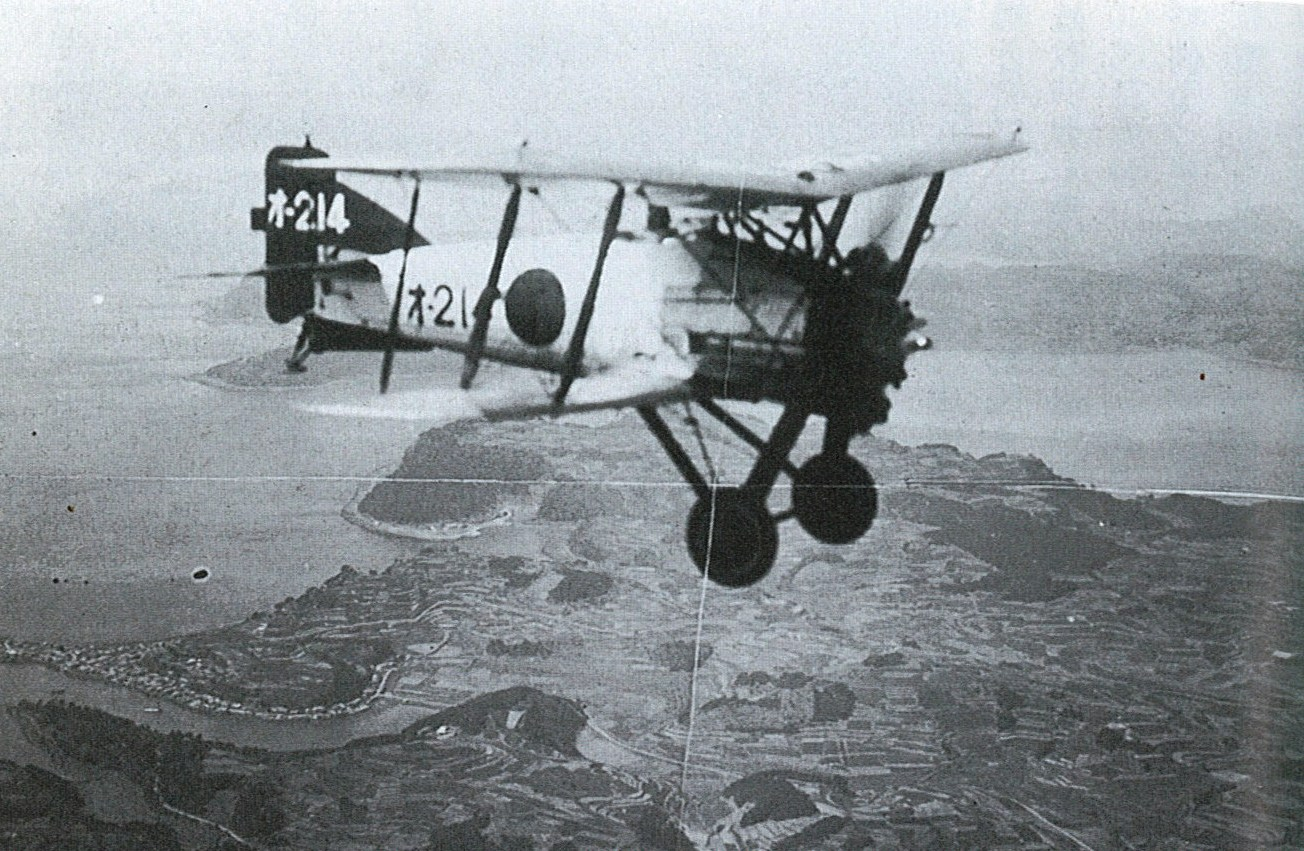
Nakadžima A1N2 nad Nagasaki

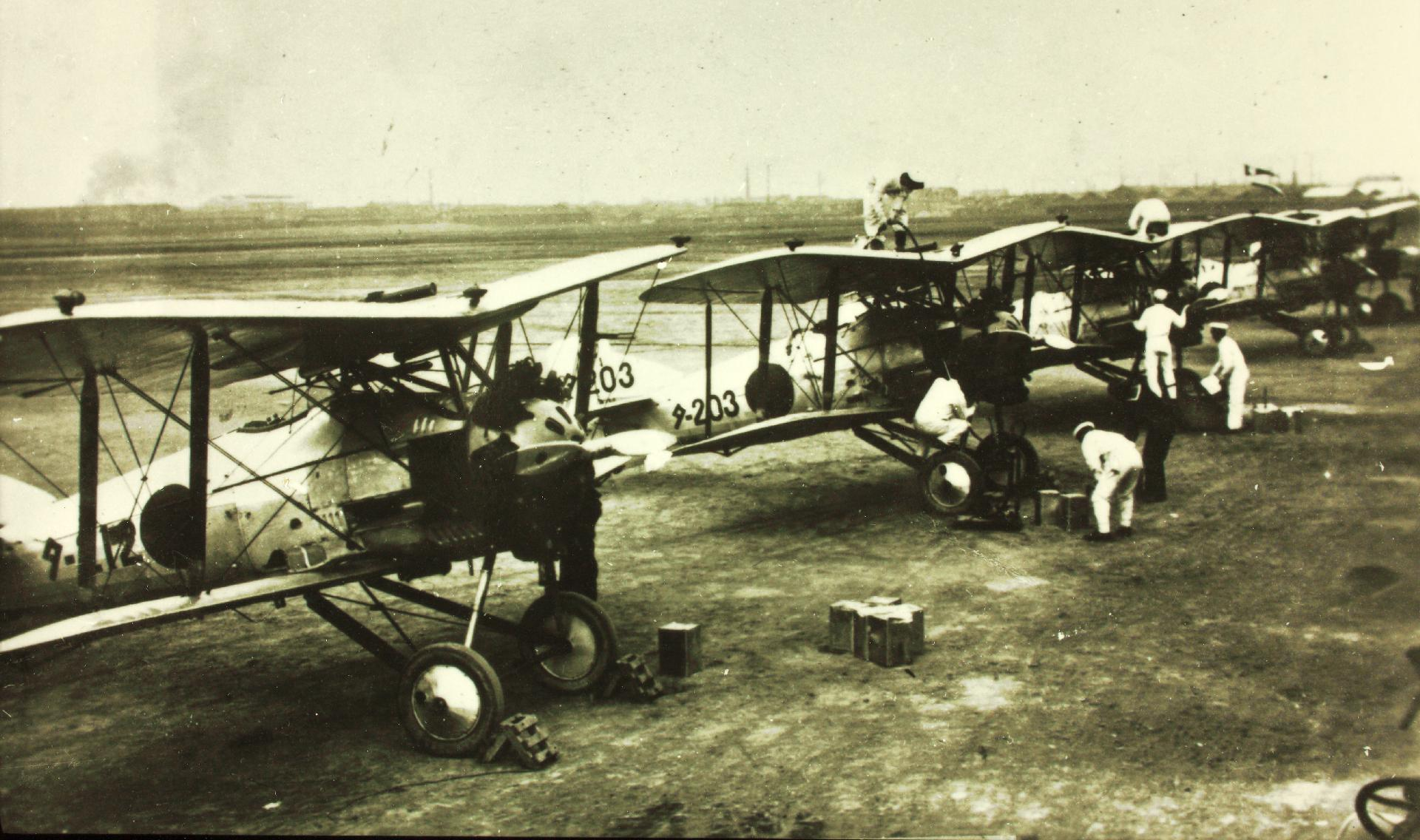
Nakadžima A1N2 od Tatejama kaigun kókútai

Údaje platí pro A1N2

### Hlavní technické údaje
- Délka: 6,50 m
- Rozpětí: 9,70 m
- Výška: 3,30 m
- Nosná plocha: 26,30 m²
- Plošné zatížení: 52,3 kg/m²
- Hmotnost prázdného letounu: 882 kg
- Max. vzletová hmotnost: 1375 kg
- 1× vzduchem chlazený hvězdicový devítiválec Nakadžima Kotobuki 2 o výkonu 450 hp (335,6 kW)

### Výkony
- Nejvyšší rychlost: 241 km/h
- Cestovní rychlost: 148 km/h
- Dostup: 7000 m
- Výstup do výšky 3000 m: 6 minut, 10 sekund
- Dolet: 370 km

### Výzbroj
- 2× 7,7mm kulomety
- 2× 30kg pumy